# Provinz Minas Gerais
Koordinaten: 18° 33′ S, 44° 33′ W
Die Provinz Minas Gerais wurde am 28. Februar 1821 durch die Konstituierende Cortes von 1820 im Königreich Brasilien eingerichtet, noch innerhalb des Vereinigten Königreichs Portugal, Brasilien und den Algarven, das aus dem Kapitanat Minas Gerais hervorgegangen war.
Ab 1822 war es eine Provinz des brasilianischen Reiches und wurde nach der Ausrufung der Republik am 15. November 1889 zum heutigen Bundesstaat Minas Gerais.

## Geschichte
Während der Zeit des brasilianischen Kaiserreichs, von 1822 bis 1889, spielte die Provinz Minas Gerais eine grundlegende Rolle bei der Konsolidierung und Stabilität des neuen politischen Systems.
Die historisch reiche und einflussreiche Provinz spielte weiterhin eine zentrale Rolle in der Wirtschaft, Politik und Kultur des Landes.

### Die Reise von Pedro I. nach Minas Gerais (1822)
Die Reise des damaligen Prinzregenten Pedro nach Minas Gerais im Jahr 1822 war ein wichtiges historisches Ereignis, das im Rahmen des Unabhängigkeitsprozesses Brasiliens stattfand. Pedro de Alcântara, Sohn des portugiesischen Königs João VI., hielt sich seit 1808 in Brasilien auf, als die portugiesische Königsfamilie aufgrund der napoleonischen Invasionen in das Land flüchtete.
Im Jahr 1822 war Brasilien immer noch eine portugiesische Kolonie, aber die Unzufriedenheit mit der portugiesischen Herrschaft wuchs. Vor diesem Hintergrund beschloss Pedro, eine Reise nach Minas Gerais zu unternehmen, einer der wichtigsten und einflussreichsten Provinzen im kolonialen Brasilien. Ziel der Reise war es, seinen Rückhalt zu stärken und die Unterstützung der lokalen Eliten für die Unabhängigkeit zu gewinnen.
Pedro verließ Rio de Janeiro am 25. März 1822 in Begleitung eines Gefolges von Ministern, Beratern und Leibwächtern. Die Reise fand zu Pferd statt und dauerte etwa einen Monat.
Unterwegs kam Pedro I. durch mehrere Städte, darunter das heutige Petrópolis, Barbacena, São João del-Rei, Mariana und Ouro Preto. Die Reise des zukünftigen Kaisers Pedro nach Minas Gerais war von grundlegender Bedeutung für die Konsolidierung der Unterstützung für die Unabhängigkeit und stellte einen wichtigen Moment in der Geschichte des Landes dar.

### Territoriale Konsolidierung
Ende des 18. Jahrhunderts begann die Besetzung der heutigen Regionen Zona da Mata, Norte de Minas und Triângulo Mineiro und Alto Paranaíba. Die Erweiterung der Grenzen von Minas Gerais setzte sich im 19. Jahrhundert fort. Im Jahr 1800 wurde die Grenze zu Espírito Santo festgelegt, die bis zur Serra dos Aimorés verlängert wurde. Im Jahr 1816 wurden die heutigen Regionen Triângulo und Alto Paranaíba aus dem Kapitanat Goiás in Minas Gerais eingegliedert.
Während der ersten Regierungszeit erfuhr das Gebiet von Minas Gerais einige Umgestaltungen. Im Jahr 1824 gehörte der heutige Nordwesten von Minas Gerais nicht mehr zu Pernambuco, sondern wurde mit der Eingliederung des Bezirks des Flusses São Francisco (Comarca do Rio de São Francisco) in Minas Gerais eingegliedert. Aufgrund der separatistischen Bewegung der Konföderation von Ecuador trennte Pedro I. diese von Pernambuco ab, um sie zu bestrafen und die Verbreitung der republikanischen Ideen der Bewegung zu verhindern.
Der Bezirk wurde gemäß dem Dekret vom 7. Juli 1824 in die Provinz Minas Gerais eingegliedert:

「Hei por bem, com o favor de Meu Conselho d’Estado, Ordenar, como por este Condeno que a dita comarca do Rio São Francisco seja desligada da Província de Pernambuco e fique desde a publicação deste Decreto em diante pertencendo à Província de Minas Geraes, de cujo Presidente, receberão autoridades respectivas as ordens necessárias para o seu governo e administração, provisoriamente, e enquanto a Assembleia próxima a installar-se não organizar um plano geral de divisão conveniente. Ficará, porém, a dita comarca sujeita, como até aqui em seus recursos judiciaes, à relação da Província da Bahia.」

„Ich habe das Vergnügen, mit dem Wohlwollen meines Staatsrates anzuordnen, wie ich hiermit anordne, dass der besagte Bezirk des Flusses São Francisco von der Provinz Pernambuco abgetrennt wird und vom Zeitpunkt der Veröffentlichung dieses Dekrets an zur Provinz Minas Geraes gehört, von deren Präsidenten die entsprechenden Behörden die notwendigen Anordnungen für seine Regierung und Verwaltung erhalten werden, und zwar vorläufig und so lange, bis die nächste einzusetzende Versammlung einen zweckmäßigen allgemeinen Teilungsplan organisiert. Der besagte Distrikt bleibt jedoch, wie bisher in seinen juristischen Mitteln, der Gerichtsbarkeit der Provinz Bahia unterstellt.“

Nach drei Jahren unter der Verwaltung von Minas Gerais wurde die Region am 15. Oktober 1827 durch ein weiteres königliches Dekret an Bahia angegliedert:

「Tendo resolvido a Assembléa Geral Legislativa que a comarca do Rio de S. Francisco, que se acha provisoriamente encorporada à Provincia de Minas Geraes em virtude do decreto de 7 de Julho de 1824, fique provisoriamente encorporada á Provincia da Bahia, até que se faça a organização das provincias do Imperio: Hei por bem, sanccionando a referida resolução, que ella se observe, e tenha o seu devido cumprimento.」

„Die Allgemeine Gesetzgebende Versammlung hat beschlossen, den Bezirk Rio de S. Francisco, der durch das Dekret vom 7. Juli 1824 provisorisch in die Provinz Minas Geraes eingegliedert ist, provisorisch in die Provinz Bahia einzugliedern, bis die Organisation der Provinzen des Reiches vollzogen ist: Ich freue mich, durch die Sanktionierung des vorgenannten Beschlusses, dass er beachtet und ordnungsgemäß erfüllt wird.“

Obwohl das Dekret die vorläufige Eingliederung der Comarca festlegte, ist das Gebiet der ehemaligen Comarca bis heute Teil des Bundesstaates Bahia. Die seit 1709 ungenaue Grenze zu Rio de Janeiro wurde 1843 festgelegt, und 1857 wurde das Jequitinhonha-Tal endgültig von Bahia an Minas Gerais übertragen.

### Die Reise von Pedro I. nach Minas (1831)
Bereits 1822 war Pedro I. nach Minas Gerais gereist, um die Unterstützung der lokalen Mächte gegen die Forderungen der portugiesischen Cortes nach seiner Rückkehr nach Portugal zu gewinnen. Bei dieser Gelegenheit schlossen sich die lokalen Machthaber von Minas Gerais der Regentschaft Pedros I. an und setzten sich damit gegen autonomistische Tendenzen und Sympathisanten der Lissabonner Cortes durch.
Als er 1831, am Ende der ersten Regierungszeit, als Kaiser von Brasilien nach Minas Gerais zurückkehrte, war die Situation jedoch eine ganz andere. Die Cariocas, insbesondere die Liberalen, kritisierten die Regierung von Pedro I. heftig, vor allem in Bezug auf ein angebliches „Geheimkabinett“ ("gabinete secreto") und die Minister des Kaisers. Die Annäherung zwischen den Liberalen und den Militärs sowie die Popularität der liberalen Zeitschriften in Rio de Janeiro trugen zur Delegitimierung der Regierung von Pedro I. bei, der sich daraufhin zu einem erneuten Besuch in Minas Gerais aufmachte, um die Unterstützung der lokalen Eliten zu gewinnen.
Das Gefolge, das ihn nach Minas begleitete, bestand aus Kaiserin Amélia, der Baronin von Stuomfeder, dem Privatveador der Kaiserin, sechs Wiederauffüller (Reposteiros), einem Arzt, einem Kaplan und fünf Privatdienern. Obwohl der Besuch eine persönliche Ehre und eine Anerkennung der Bedeutung der Provinz darstellte, fühlte sich die Bevölkerung unwohl, da die Steuern zur Finanzierung der Festlichkeiten erheblich erhöht wurden.
Am 22. Februar 1831 traf Pedro I. in Ouro Preto ein und wurde von einer großen Menschenmenge begrüßt. Während der Proklamation im Gouverneurspalast prangerte der Kaiser die Existenz einer desorganisierenden Partei an, die Pamphlete und Verleumdungen gegen seine Regierung verbreitete, und erwähnte eine Gruppe, die die Annahme einer „föderativen Form“ ("forma federativa") im Gegensatz zur Verfassung predigte. Er forderte das Volk auf, sich nicht von diesen verderblichen Doktrinen beeinflussen zu lassen und warnte vor der Gefahr, die sie für Brasilien darstellten.
Die Liberalen reagierten scharf auf die Proklamation, kritisierten sie in der Presse und betonten die Unbeliebtheit Pedros I. in der Provinz. Diese Ereignisse veranlassten die Liberalen aus Minas Gerais und Rio de Janeiro, sich zur Verteidigung der nationalen Sache gegen die „despotische“ ("despótico") und „antinationale“ ("antinacional") Regierung von Pedro I. zusammenzuschließen.
Der Besuch brachte nicht die erwarteten Ergebnisse, und weniger als einen Monat nach der Rückkehr von seiner Reise nach Minas Gerais verzichtete Pedro I. auf den Thron.

### Aufstand in Santa Rita do Turvo
Gleichzeitig mit den beiden oben genannten Ereignissen versammelten sich am 18. Dezember 1831 um zehn Uhr morgens etwa fünfzig Personen aus dem Bezirk Santa Rita do Turvo, der Gemeinde Mártir São Manoel do Rio da Pomba e Peixe, dem Bezirk der Loyalen Stadt Mariana, mit Waffen (Gewehren, Pistolen, Schwertern, Messern, Sensen und Zagaias) auf dem sogenannten Arraial de Santa Rita. Bei der Demonstration ertönten Rufe wie „Es lebe D. Pedro I.“ sowie „Es lebe die Freiheit“. Die Gruppe ging auf die Straße und rief die Sklaven dazu auf, zu den Waffen zu greifen und sich dem Aufstand anzuschließen, damit alle frei sein würden. Die Maßnahmen, die die liberale Regierung zur Unterdrückung der Ereignisse in Santa Rita do Turvo ergriff, umfassten die Verhaftung der Aufständischen und die Eröffnung von Prozessen. Diese Maßnahmen reichten jedoch nicht aus, um die konservativen Führer zu unterdrücken.

### Revolte des Jahres des Rauches (Revolta do Ano da Fumaça)
Der Aufstand im Jahr des Rauches, auch bekannt als der Militärische Aufruhr von 1833, war ein Regentschaftskonflikt, der am 22. März 1833 in Ouro Preto in der damaligen Provinz Minas Gerais stattfand. Die Bewegung wurde so genannt, weil sich in jenem Jahr einige Tage lang ein starker Nebel über die Region legte. Der Militärische Aufstand von 1833 war eine unbedeutende Bewegung, die die Rückkehr von Dom Pedro I. ins Land forderte, aber bald von der Provinzregierung unterdrückt wurde.

### Carrancas-Aufstand (Revolta de Carrancas)
Der Carrancas-Aufstand oder Bella-Cruz-Aufstand war ein Sklavenaufstand, der am 13. Mai 1833 auf den Gütern der Familie Junqueira im Süden der Provinz Minas Gerais ausbrach. Der Aufstand begann auf dem Landgut Campo Alegre, das Gabriel Francisco Junqueira gehörte, und setzte sich auf dem Landgut Bella Cruz fort. Der Carrancas-Aufstand und der Aufruhr von 1833 sind miteinander verbunden, da sie zur gleichen Zeit stattfanden. Es gibt Hinweise darauf, dass der Carrancas-Aufstand mit dem Gerücht über die Befreiung der Sklaven während des Aufstands begann.

### Liberale Revolte von 1842 (Revolta Liberal de 1842)

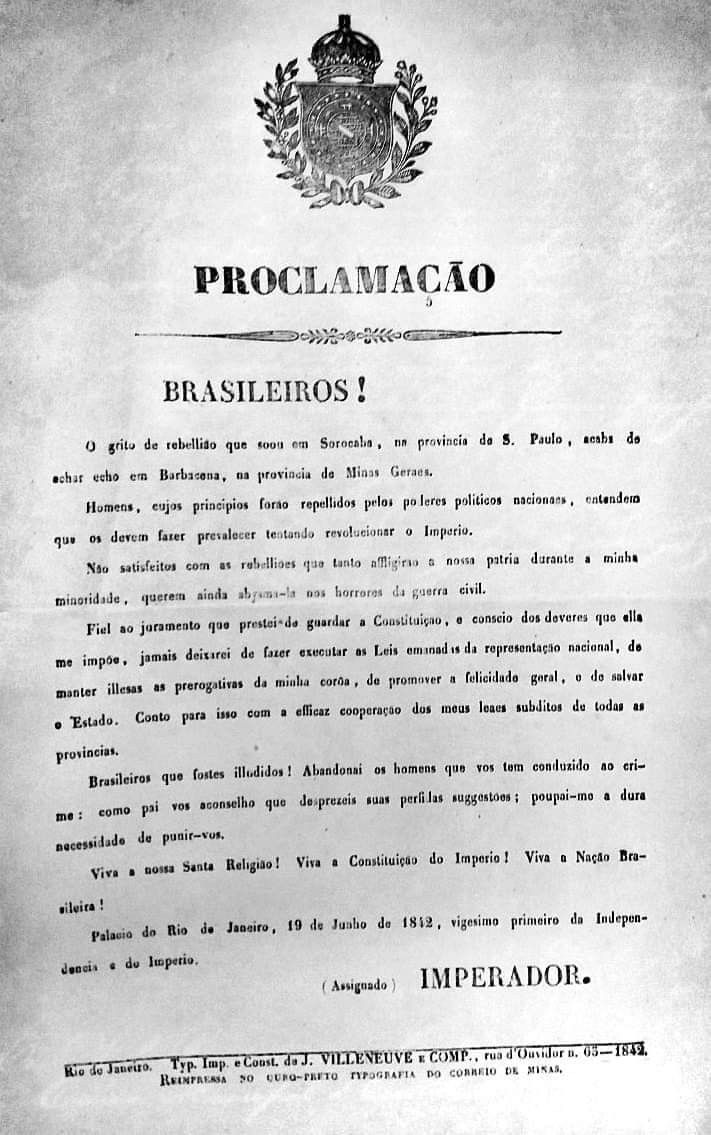
Die Proklamation von Pedro II. sollte die Gemüter der Politiker beider Parteien beruhigen.

Der Liberale Aufstand von 1842, der während des brasilianischen Kaiserreichs stattfand, war das Ergebnis politischer Spannungen zwischen der Liberalen Partei und der Konservativen Partei. Nach den von Gewalt und Betrug geprägten sogenannten Scheißwahlen (Eleições do Cacete) von 1840 bildete der junge Kaiser Pedro II, der nach der Erklärung der Mehrheit (Declaração da Maioridade) im Alter von nur 14 Jahren den Thron bestiegen hatte, zunächst ein Ministerium, das aus Liberalen bestand. Im Jahr 1841 löste der Kaiser jedoch unter dem Einfluss einer konservativen Fraktion, den sogenannten „áulicos“, das Mehrheitskabinett auf und entmachtete die Liberalen. Dieser Akt rief starke Unzufriedenheit hervor und führte 1842 zu Aufständen in São Paulo und Minas Gerais.
In Minas Gerais begann der Aufstand am 10. Juni 1842 in Barbacena, die zum Sitz der Revolutionsregierung gewählt wurde. Der liberale Führer José Feliciano Pinto Coelho da Cunha (später bekannt als Baron von Cocais) wurde von den Aufständischen zum Interimspräsidenten der Provinz ernannt.
Die kaiserliche Regierung versuchte, die Bewegung zu unterdrücken, und entsandte die Nationalgarde und Truppen der Armee, um die Aufständischen zu bekämpfen und ihre Anführer zu verhaften. Am 4. Juli erlitten die kaiserlichen Truppen in Queluz eine Niederlage gegen die Aufständischen unter dem Kommando von Oberst Antônio Nunes Galvão. Nach diesem Sieg erhielten die Aufständischen Verstärkung aus verschiedenen Städten in Minas Gerais, wie Santa Luzia, Santa Quitéria, Santa Bárbara, Itabira, Caeté und Sabará. Die Nachricht von der Niederlage der liberalen Kräfte in São Paulo führte jedoch zu Unstimmigkeiten unter den Bergarbeitern über einen möglichen Angriff auf Ouro Preto.

Eine wichtige Episode dieses Aufstands war die Schlacht in Santa Luzia, wo das Herrenhaus Teixeira da Costa, in dem sich heute die Casa da Cultura befindet, als Hauptquartier der Aufständischen diente. An den Fenstern des Herrenhauses sind noch die Einschusslöcher zu sehen, die von den Kämpfen zeugen. Die entscheidende Schlacht fand am Muro de Pedras statt, zwischen den Truppen von Teófilo Benedito Ottoni und den Regierungstruppen unter der Führung des Herzogs von Caxias.

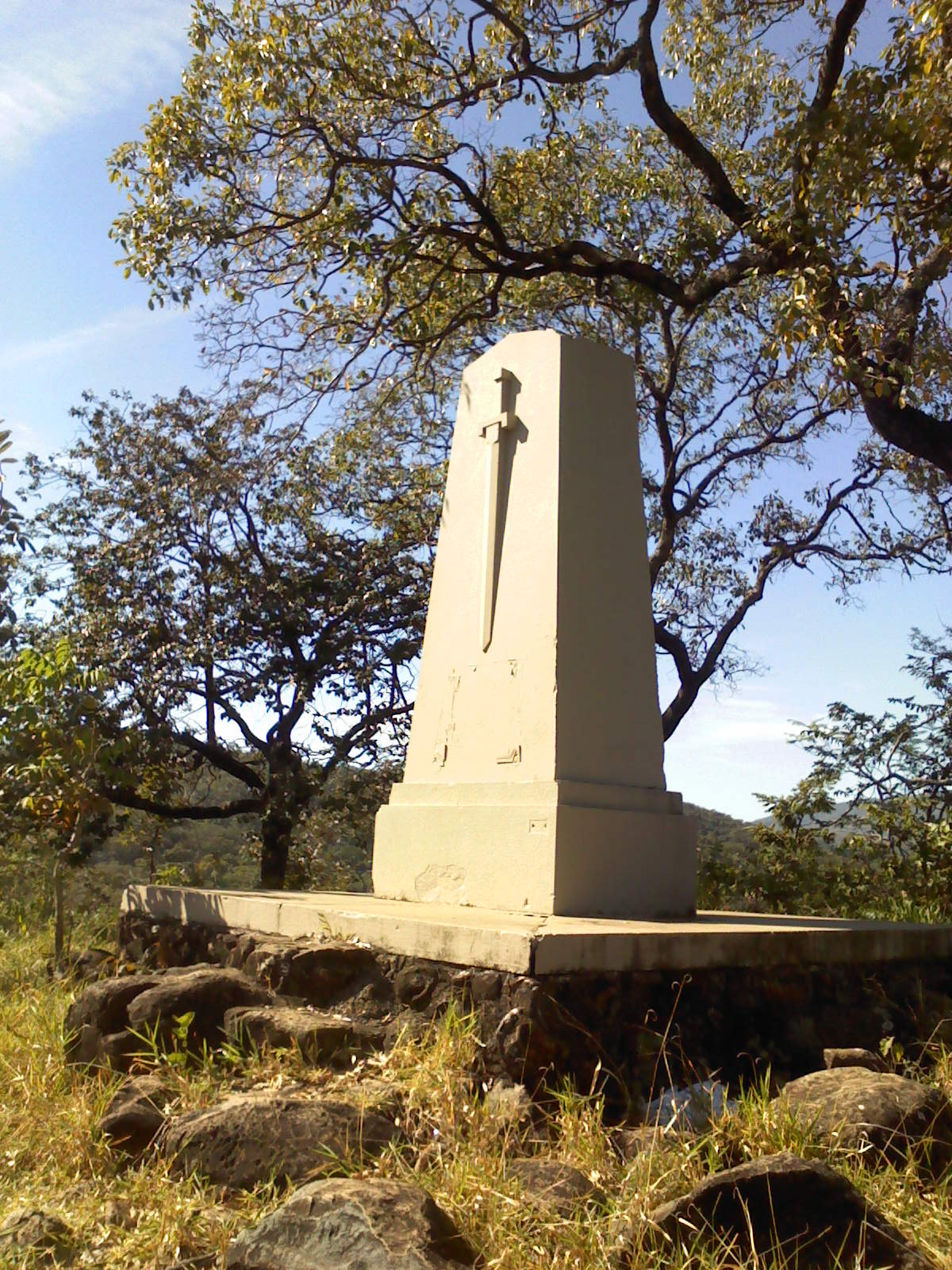
Denkmal für die Tapferen, verbunden mit der liberalen Revolution von 1842, in Santa Luzia

Der Herzog von Caxias, der zum Befehlshaber der Befriedungsarmee ernannt worden war, verfolgte dieselbe Strategie wie in São Paulo: die schnelle Einnahme der Provinzhauptstadt. Am 6. August 1842 gelang es den kaiserlichen Truppen, Ouro Preto einzunehmen und den Aufstand in Minas Gerais zu beenden.
Die Bewegung von 1842 war ein Versuch der liberalen Partei, auf den Machtverlust der Konservativen zu reagieren, die zentralisierende Maßnahmen wie die Wiedereinsetzung des Staatsrats (Conselho de Estado) und die Reform der Strafprozessordnung von 1832 durchgeführt hatten. Diese Maßnahmen, insbesondere das Gesetz Nr. 261 vom Dezember 1841, machten viele der liberalen Errungenschaften des Strafgesetzbuchs von 1830 wieder zunichte und verschärften den Konflikt zwischen den beiden Parteien.
Die Anführer der liberalen Bewegung wurden von den Regierungstruppen unterdrückt, doch 1844 gewährte Kaiser Pedro II. den an der Revolte Beteiligten Amnestie und ermöglichte vielen von ihnen die Wiedereingliederung in das politische Leben.
Diese versöhnliche Geste spiegelte die Auffassung des Kaisers wider, wie der Historiker João Ribeiro feststellte: „Bürgerkriege und Aufstände waren nichts anderes als Missverständnisse, die mit der Zeit und der Großzügigkeit der Regierung geheilt werden konnten.“

### Einwanderung

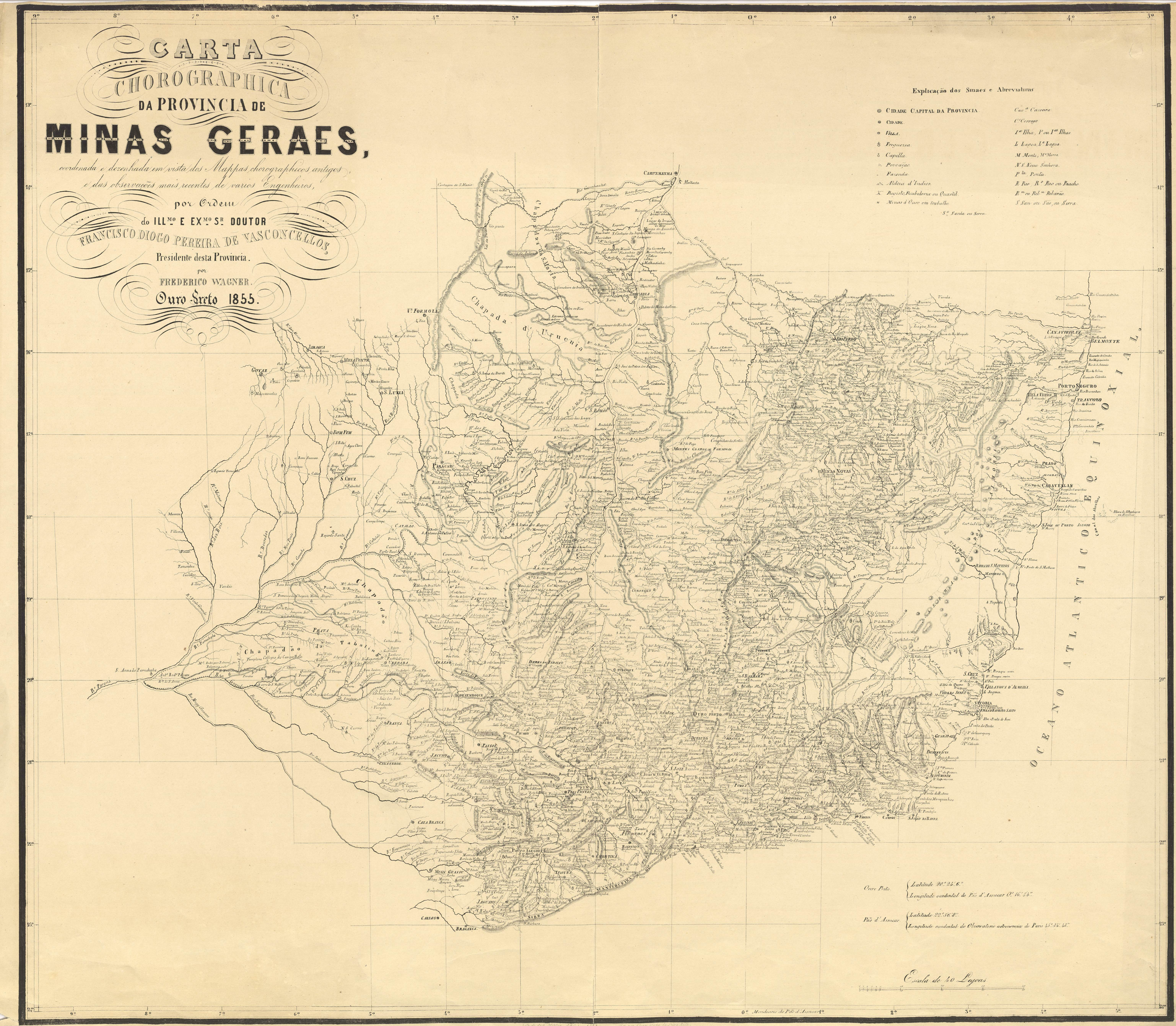
Karte der Provinz Minas Gerais (1855)

Der brasilianische Kaiserstaat verfolgte eine Politik der Ansiedlung europäischer Bauernfamilien in verschiedenen Regionen des Landes und schuf die sogenannten Kolonialzentren (núcleos coloniais). Ab den 1880er Jahren gewann diese Bewegung noch mehr an Stärke und führte dazu, dass eine beträchtliche Anzahl von Deutschen, Italienern, Polen, Ukrainern, Russen und anderen Nationalitäten in die Provinzen/Staaten Rio Grande do Sul, Santa Catarina, Paraná, Espírito Santo und São Paulo zog.
Minas Gerais war auch ein Ziel für Einwanderer, wenn auch in geringerer Zahl als die Einwanderer in anderen Regionen. Minas Gerais verfolgte eine Reihe von öffentlichen Einwanderungspolitiken, deren Hauptziel die Kolonisierung war, das heißt die Ansiedlung von Menschen in Siedlungskernen und nicht die Bereitstellung von Arbeitskräften für die Landwirtschaft.

## Demografie
Bis zum Ende des 18. Jahrhunderts konzentrierte sich der größte Teil der Bevölkerung des Kapitanats in den städtischen Zentren und in der Nähe der Bergbauregion (região mineradora). Die Erschöpfung der Gold- und Diamantenvorkommen führte jedoch zur Diaspora der städtischen Bevölkerung, die in andere Regionen abwanderte. Die Entdecker begannen, in anderen Regionen des heutigen Staates neue Farmen zu gründen und Kapellen zu errichten, aus denen später Siedlungen und Städte hervorgingen.
Zu Beginn des 19. Jahrhunderts kam es zu einer intensiven Gründung von Städten, Pfarreien, Bezirken und Gemeinden. Dies trug zur Ausdehnung und Besiedlung des Territoriums von Minas Gerais bei und erweiterte seine Grenzen nach Norden (Erwerb von Teilen der Provinz Pernambuco), nach Osten (Erwerb von Gebieten von Espírito Santo) und nach Westen (Annexion der Region Triângulo Mineiro, die zuvor zu Goiás gehört hatte). Die Bevölkerung von Minas Gerais wurde überwiegend ländlich geprägt, und die Goldstädte wurden immer leerer, was einen großen Einfluss auf die Kultur und Politik der Provinz hatte.

### Volkszählung 1872
Die Provinz Minas Gerais war laut der Volkszählung 1872 die bevölkerungsreichste des Reiches. Mit einer geschätzten Bevölkerung von über 2 Millionen Menschen hatte sie auch die größte Anzahl von Sklaven: ca. 370.459.

## Wirtschaft

### Landwirtschaft

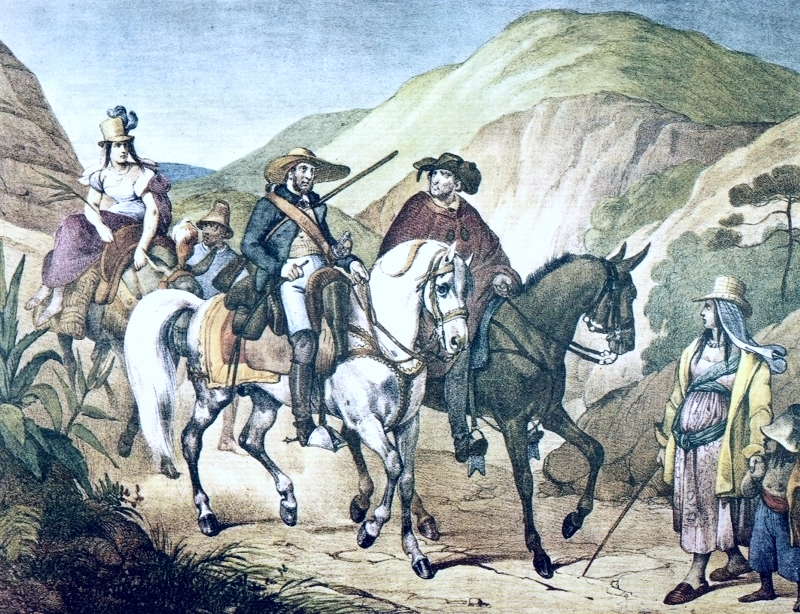
Einwohner von Minas Gerais um 1820

In der Region, die heute dem Südosten Brasiliens entspricht, gewann die Kaffeeproduktion, die in den Anfängen des Kaiserreichs nur 3 % der Exporte ausmachte, mit jedem Jahrzehnt an Bedeutung für die brasilianische Wirtschaft, vor allem aufgrund des außerordentlichen Anstiegs des internationalen Verbrauchermarktes. Die Kaffeeplantagen waren praktisch autark, da dort nicht nur Kaffee, sondern auch Nahrungsmittel und Kleidung für die Sklaven produziert wurden, so dass es nicht möglich war, andere Wirtschaftszweige zu schaffen, um diesen Markt zu bedienen. Das Aussterben des Sklavenhandels (und der damit verbundene Anstieg des Wertes der Sklaven) zwang die Erzeuger jedoch, sich auf die Erhaltung der Arbeitskraft zu konzentrieren, was zu Lasten der Selbsterhaltung ging. Sie versuchten daraufhin, den Anstieg der Produktionskosten zu verhindern.

### Industrie

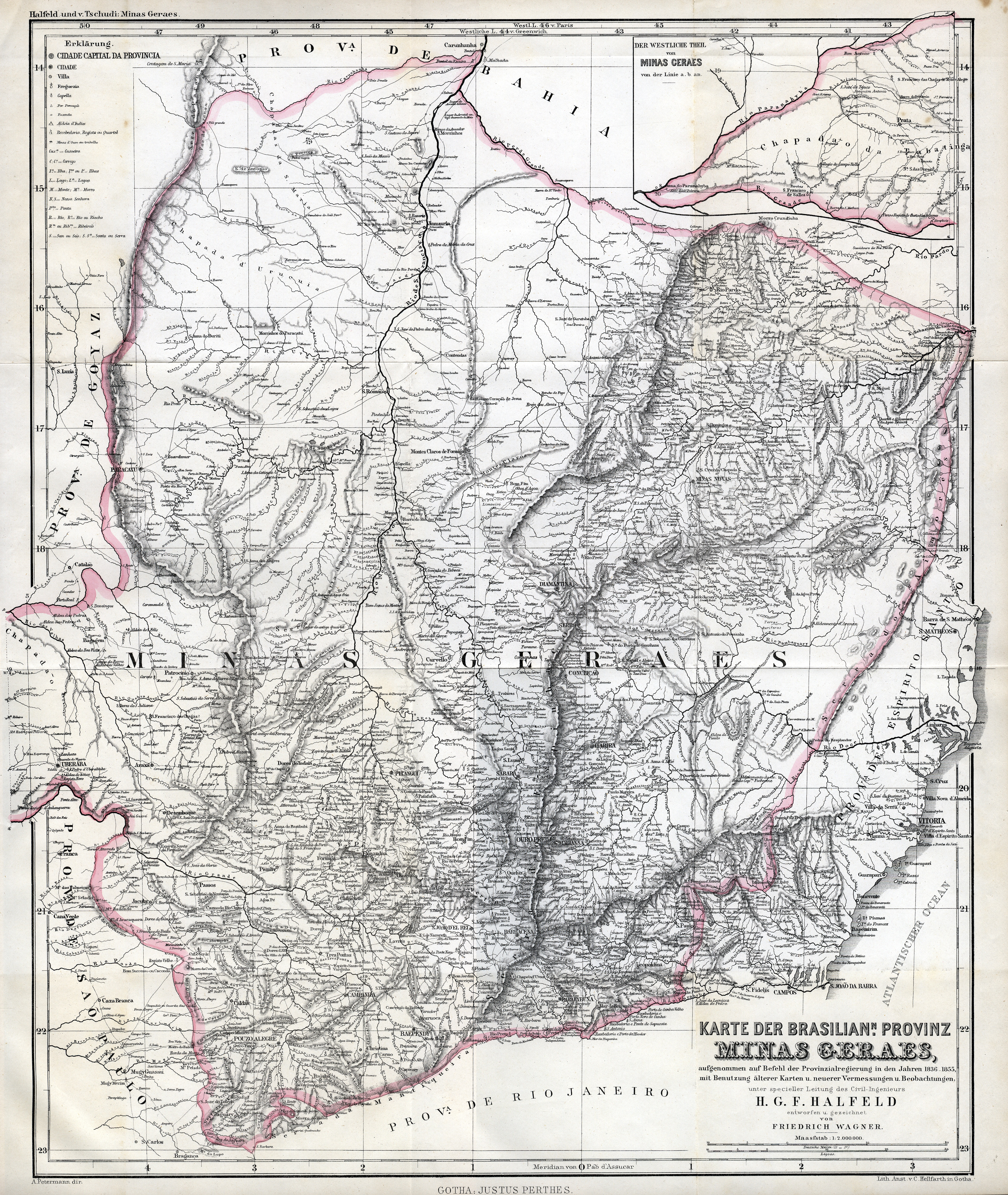
Karte von Minas Gerais im Jahr 1865.

Die Ursprünge der brasilianischen Industrie lassen sich bis zu den handwerklichen Betrieben zu Beginn des 19. Jahrhunderts zurückverfolgen. Die meisten Industriebetriebe entstanden im Südosten Brasiliens (vor allem in den Provinzen Rio de Janeiro, Minas Gerais und später São Paulo), und nach Angaben der Behörde für Handel, Landwirtschaft, Fabriken und Schifffahrt wurden zwischen 1808 und 1840 77 Betriebe registriert, die als „Fabriken“ ("fábricas") oder „Manufakturen“ ("manufaturas") eingestuft wurden.
Die meisten, etwa 56 Betriebe, fielen jedoch in die Kategorie „Handwerksbetriebe“ ("oficinas artesanais") und beschäftigten sich unter anderem mit Seife und Talgkerzen, Schnupftabak, Spinnerei und Weberei, Lebensmittelherstellung, Eisen- und Metallgießerei, Wolle und Seide. Sie setzten sowohl freie als auch sklavische Arbeitskräfte ein.
In der zweiten Hälfte des Jahrhunderts wurden in Minas Gerais die ersten Fortschritte in der Industrie gemacht. Die Eisenerzeugung und -verarbeitung begann in der Stahlindustrie zuzunehmen. Außerdem entstanden verschiedene Textil-, Molkerei-, Wein-, Lebensmittel-, Keramik- und Geschirrfabriken. Allerdings dominierte zu dieser Zeit die Landwirtschaft, die hauptsächlich auf die Subsistenz ausgerichtet war, was das Wirtschaftswachstum der Provinz behinderte. Die Arbeitskräfte waren überwiegend Sklaven, die aus den Überbleibseln des Bergbaus stammten.
Die Kaffeeproduktion für den Export kam zu Beginn der Kaiserzeit in die Provinz und nahm bis zum Ende des Jahrhunderts erheblich zu. Die Produktion in São Paulo war jedoch stets deutlich höher, und administrative, natürliche und wirtschaftliche Faktoren begünstigten die Entwicklung des Kaffeeanbaus in Minas Gerais zu jener Zeit.

## Infrastruktur

### Bildung

#### Hochschule für Pharmazie in Ouro Preto

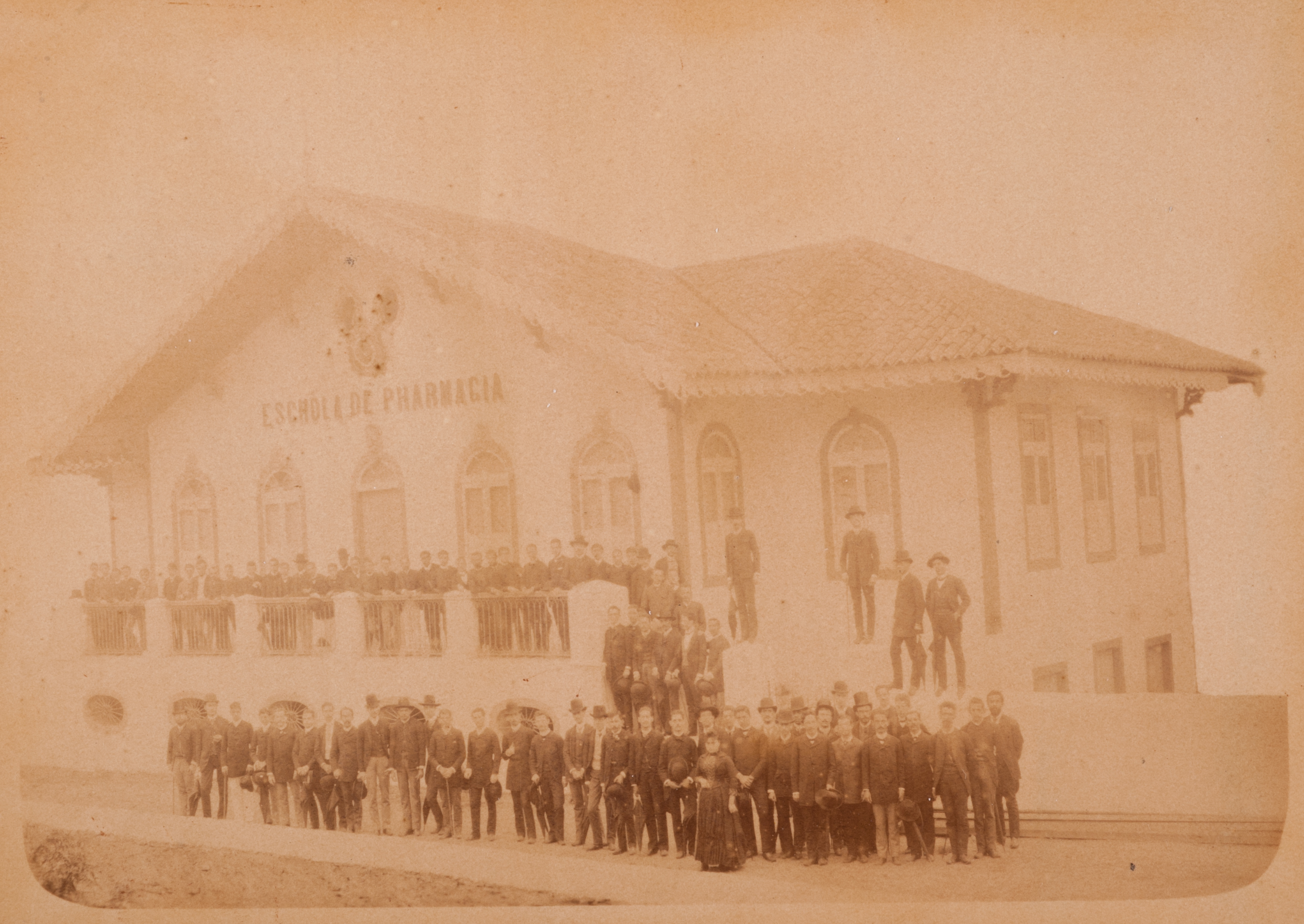
Hochschule für Pharmazie in Ouro Preto 1890

Die Hochschule für Pharmazie in Ouro Preto (Escola de Farmácia de Ouro Preto) wurde am 4. April 1839 gegründet. Sie war ein Pionier in der Pharmazieausbildung, die nicht mit den medizinischen Fakultäten des Landes verbunden war.

#### Bergbauschule Ouro Preto

Seitenfassade der Bergbauschule in den 1910er Jahren

Die Bergbauschule von Ouro Preto (Escola de Minas de Ouro Preto) wurde am 12. Oktober 1876 von dem französischen Wissenschaftler Claude Henri Gorceix auf Ersuchen des damaligen Kaisers Pedro II. gegründet, um die wissenschaftliche Forschung im Sinne des Empirismus in Brasilien zu fördern. Zusammen mit der ebenfalls jahrhundertealten Hochschule für Pharmazie von Ouro Preto bildeten sie 1969 die Universidade Federal de Ouro Preto. Auf nationaler Ebene ist die Bergbauschule von Ouro Preto, die im alten Gouverneurspalast untergebracht ist, als Pionierin in der Ausbildung von Bergbauingenieuren und Geologen zu nennen.

### Sicherheit
Im Jahr 1845 hatte die Nationalgarde von Minas Gerais insgesamt 58.079 Soldaten im Dienst. 1840 war die Garde in rund 30 Gemeinden von Minas Gerais präsent.
Die Garde war an den Kämpfen der Revolte des Jahres des Rauches beteiligt, als sie etwa 4.000 bis 6.000 Kämpfer auf der Seite der Legalisten stellte, und auch an den liberalen Revolten von 1842, wobei sie sowohl auf der Seite der Rebellen – mit Unterstützung von 14 Gemeinden – als auch auf der Seite der Legalisten diente, da die Garde von den Gemeinden kommandiert wurde.